# مقاومت اسلامی عراق
مقاومت اسلامی عراق (عربی: المقاومة الإسلامیة فی العراق) شبکه‌ای از گروه‌های شبه نظامی اسلام‌گرای شیعه تحت حمایت نظام جمهوری اسلامی ایران در عراق است. مقاومت اسلامی عراق، اصطلاحی کلی است که توسط این گروه‌ها، هنگام انجام حملات علیه نیروهای آمریکایی و متحدانش در منطقه، استفاده می‌شود و به گروه مشخصی، اشاره ندارد.
در اکتبر ۲۰۲۳، جمهوری اسلامی، پرتاب راکت و پهپادها را به سمت پایگاه‌های آمریکایی در عراق، اردن و سوریه آغاز کرد که باعث آسیب‌های جزئی به نظامیان آمریکایی شد تا اینکه در ۲۸ ژانویه ۲۰۲۴، سه سرباز آمریکایی در اردن کشته شدند. جمهوری اسلامی با چندین پهپاد و موشک به اسرائیل حمله کرده است. صدمات مغزی، بیشترین مورد استناد پزشکی پنج تا ده حمله به نیروهای آمریکایی و آغازگر تلاش‌های دیپلماتیک توسط آنتونی بلینکن، وزیر امور خارجه آمریکا و مستقیماً توسط محمد شیاع السودانی، نخست‌وزیر عراق در سفر به تهران بود.

## عملیات در عراق، اردن و سوریه
در ۱۸ اکتبر ۲۰۲۳، در میانه جنگ اسرائیل و حماس، مقاومت اسلامی عراق، امواجی از حملات را به پایگاه‌های آمریکا در عراق و سوریه آغاز کرد که با حمله پهپادی به پایگاه هوایی عین الاسد آغاز شده و رهگیری شد.